# Sitovo
Sitovo (in bulgaro Ситово?) è un comune bulgaro situato nella Regione di Silistra di 7 441 abitanti (dati 2009). La sede comunale è nella località omonima

## Località
Il comune è formato dall'insieme delle seguenti località:
- Bosna
- Dobrotica
- Garvan
- Irnik
- Iskra
- Jastrebna
- Ljuben
- Nova Popina
- Poljana
- Popina
- Sitovo (sede comunale)
- Slatina